# Pseudoniphargidae
Pseudoniphargidae es una familia de crustáceos anfípodos de agua dulce que contiene 73 especies que se distribuyen por la mitad este del holártico (países mediterráneos, Macaronesia y las Bermudas), principalmente en aguas subterráneas.

## Géneros
Contiene los siguientes géneros:
- Parapseudoniphargus Notenboom, 1988 1 especie
- Pseudoniphargus Chevreux, 1901 - 72 especies